# Edelweiß (Heraldik)
Das Edelweiß ist in der Heraldik eine gemeine Figur und dem natürlichen Alpen-Edelweiß nachempfunden. Die Wappenfigur kommt nicht häufig vor.
Dargestellt wird die Blüte im Wappen und mit den bekannten heraldischen Farben, aber die Tingierung kommt der natürlichen oft sehr nahe. Die Hochblätter sind in der Anzahl fünf bis fünfzehn und weiß glänzend, die die Blüte umgeben.

Chamonix-Mont-Blanc mit fünf Blüten
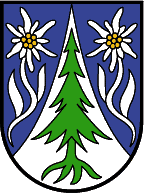
Au (Vorarlberg)
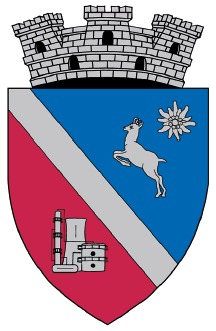
Victoria (Rumänien)
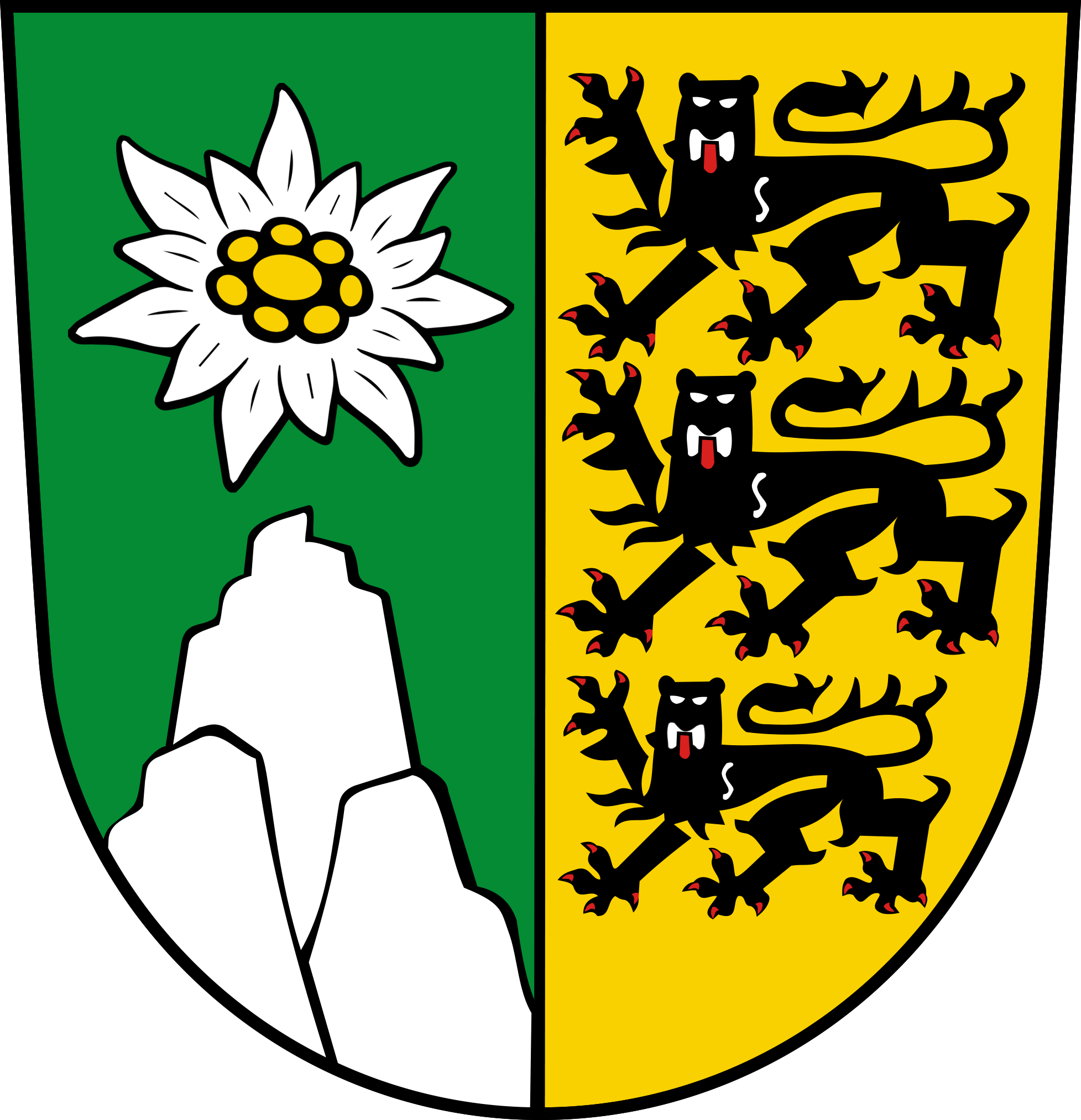
Landkreis Sonthofen (1862–1972)